# My Son
My Son (vietnamsky Thánh địa Mỹ Sơn) je hinduistický chrámový komplex, který se nachází v provincii Quảng Nam ve středním Vietnamu. Počátky výstavby zdejších staveb spadají již do 4. století a postupně přibývaly jak chrámy, tak množství dalších staveb jako stúp apod. Celá oblast byla důležitým kulturním centrem říše Čampa. Pozůstatky chrámových budov dnes tvoří důležitou součást vietnamských památek, přestože byly poškozeny během Války ve Vietnamu. V roce 1999 bylo My Son přijato na Seznam světového dědictví UNESCO.

## Fotogalerie

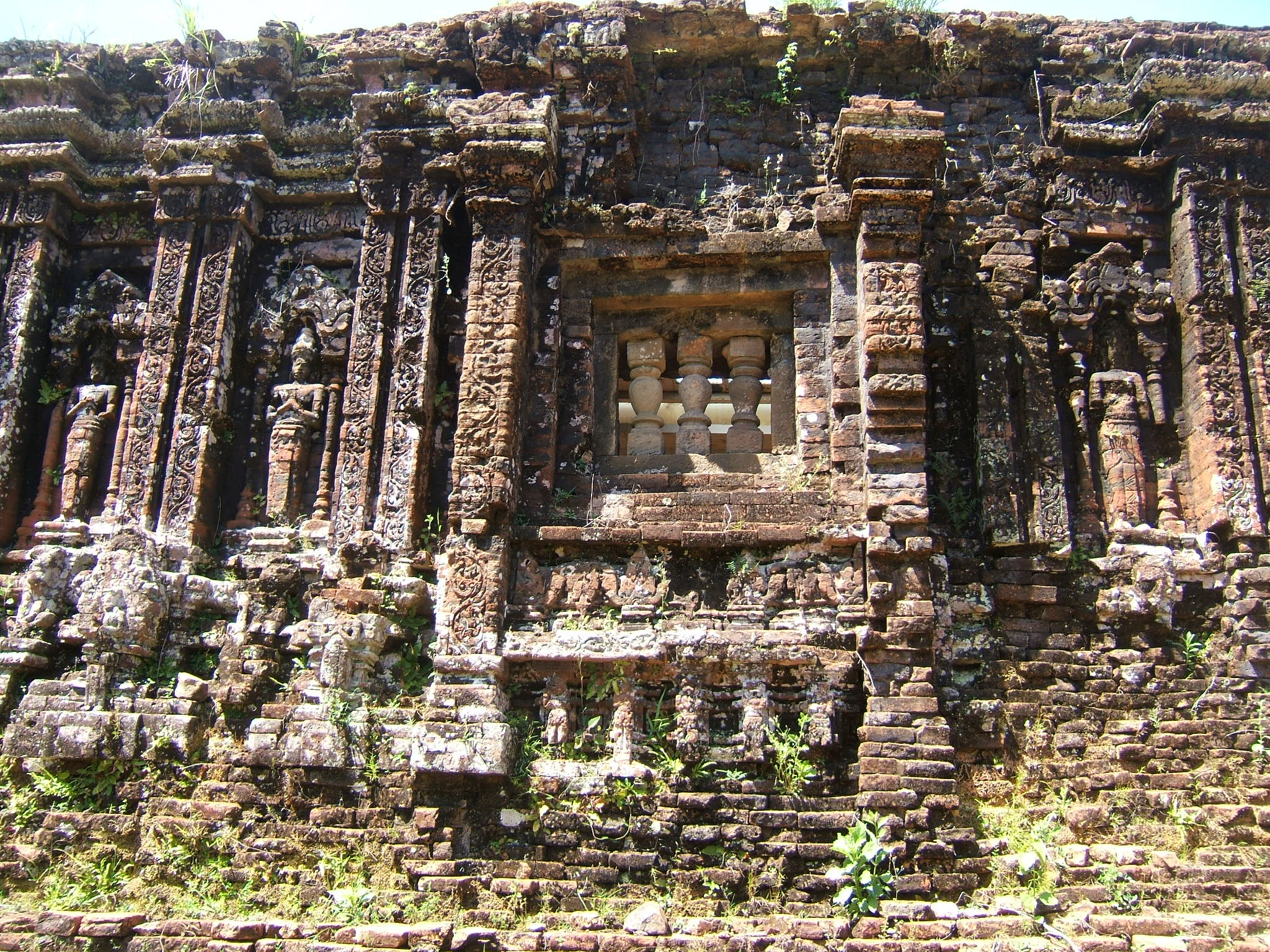
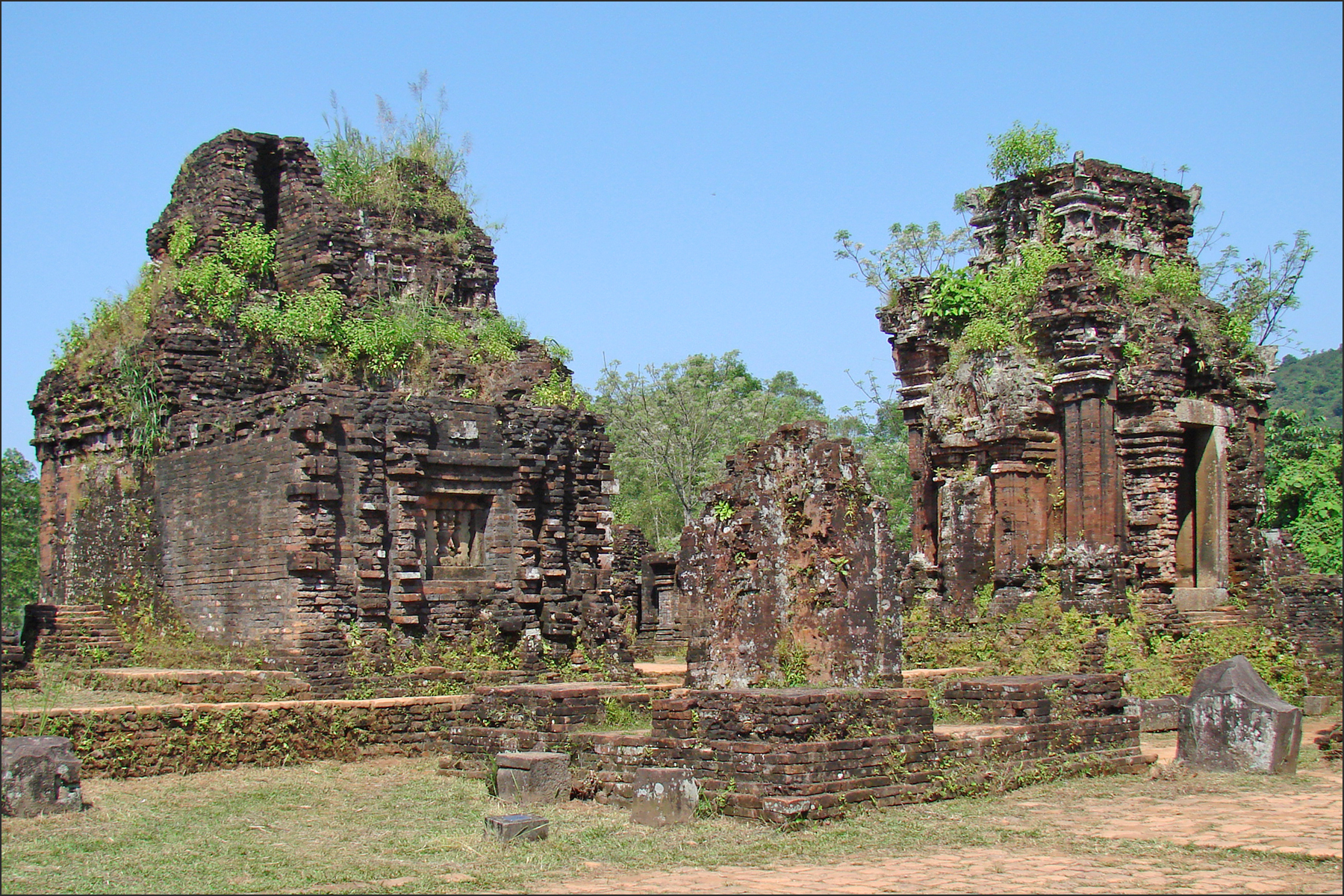
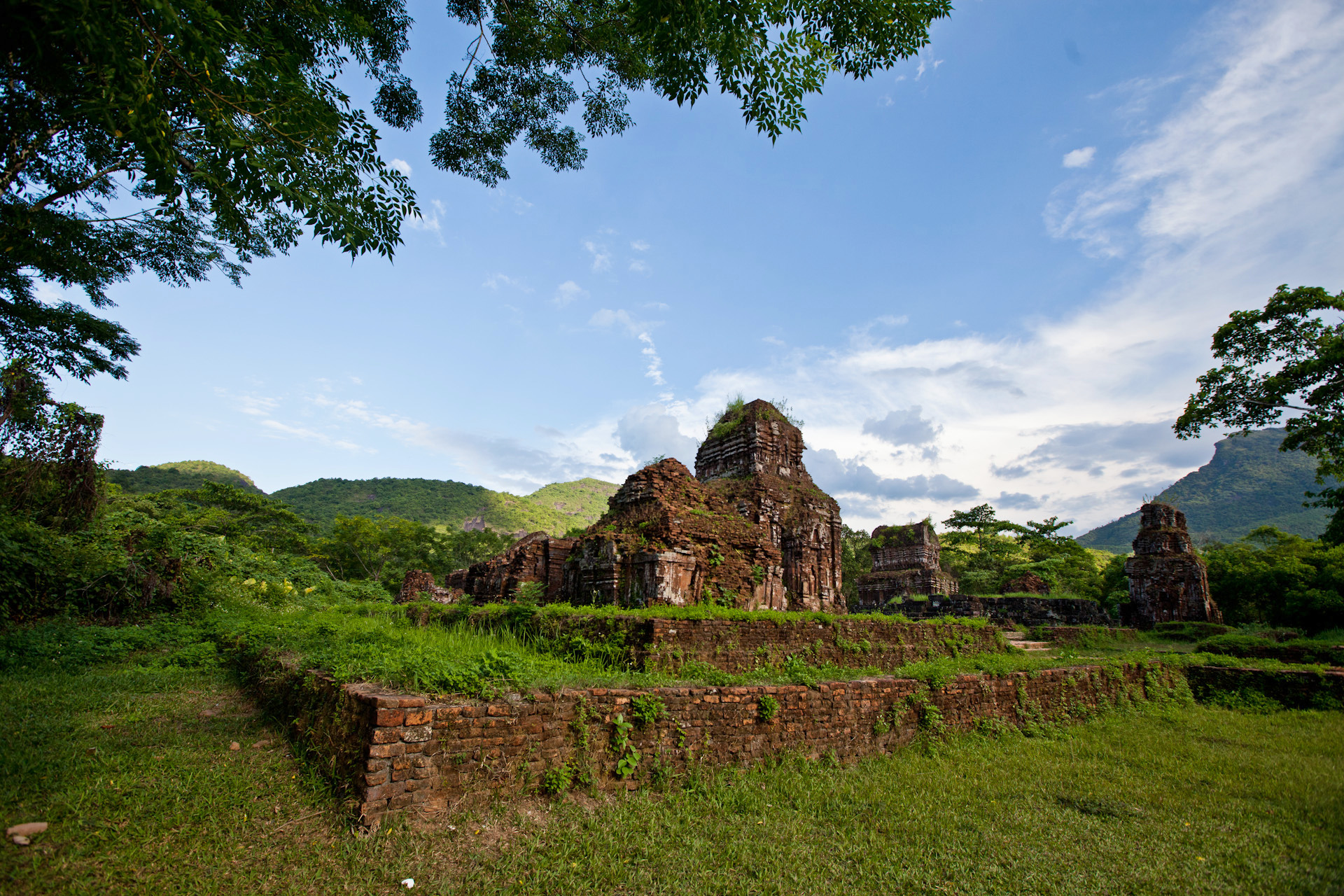
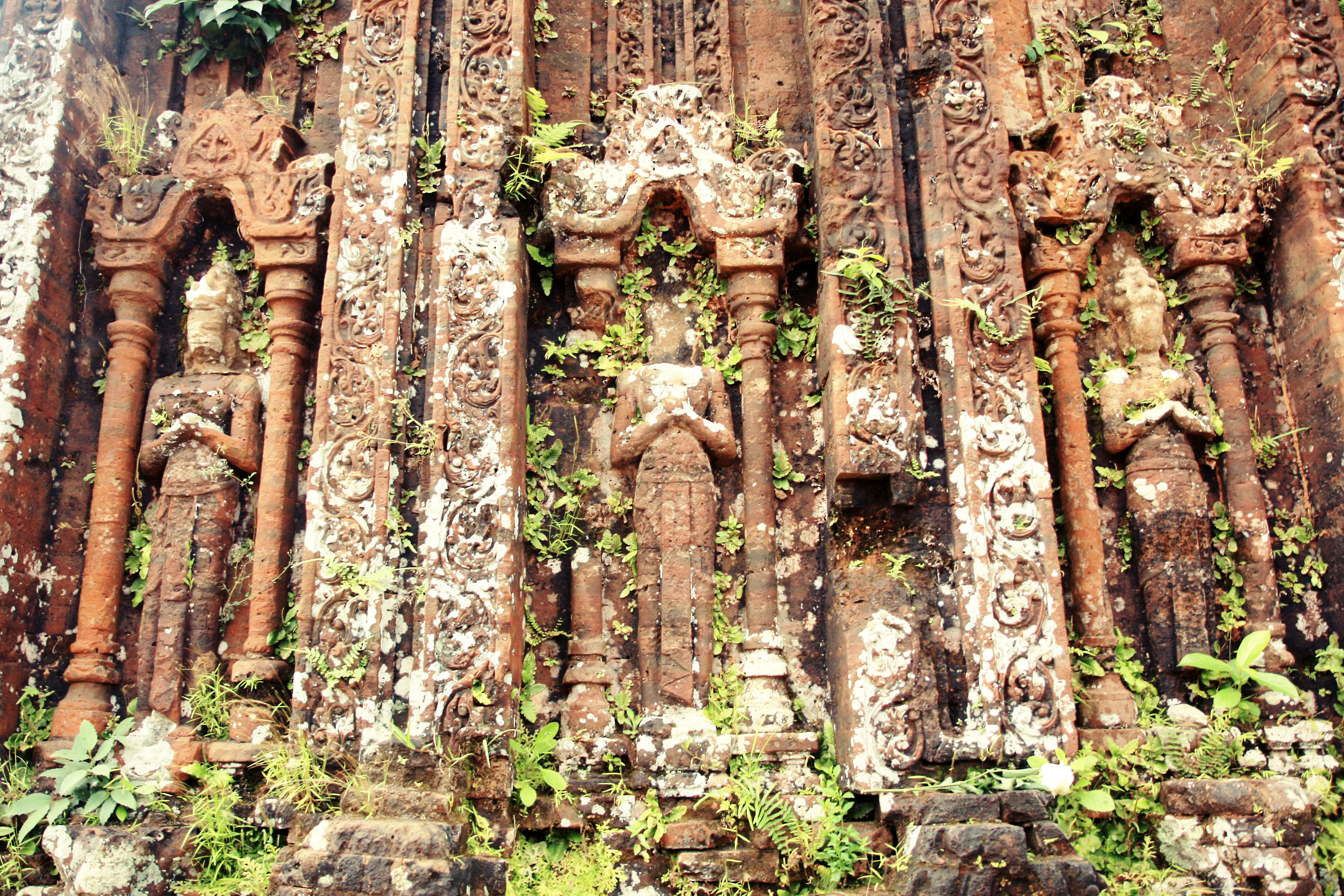